# دراکو روسا
دراکو روسا (انگلیسی: Draco Rosa؛ زادهٔ ۲۷ ژوئن ۱۹۶۹) یک موسیقی‌دان اهل ایالات متحده آمریکا است. وی از سال ۱۹۸۴ میلادی تاکنون مشغول فعالیت بوده‌است.